# USS LST-651
O USS LST-651 foi um navio de guerra norte-americano da classe LST que operou durante a Segunda Guerra Mundial.